# NGC 7436
NGC 7436 é uma galáxia elíptica (E  M) localizada na direcção da constelação de Pegasus. Possui uma declinação de +26° 08' 59" e uma ascensão recta de 22 horas, 57 minutos e 56,2 segundos.
A galáxia NGC 7436 foi descoberta em 2 de Dezembro de 1784 por William Herschel.